# Miguel Ângelo Lupi

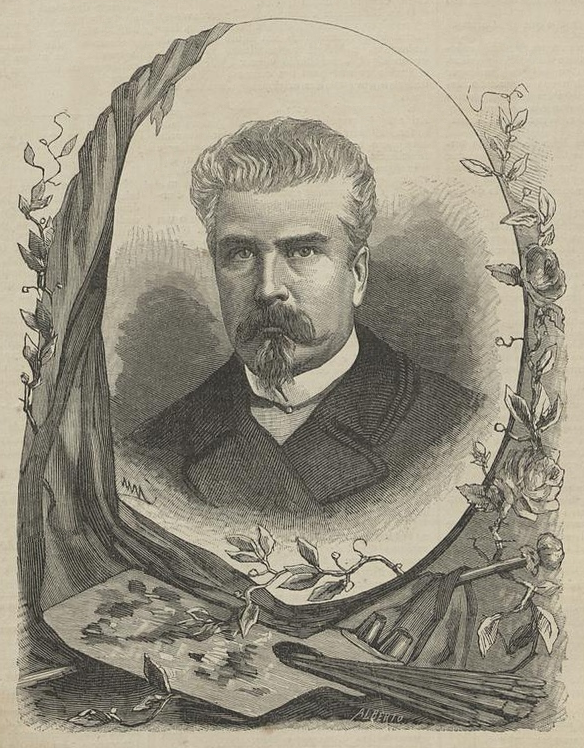
Porträt von Miguel Ângelo Lupi aus dem Kunstmagazin Occidente

Miguel Ângelo Lupi (* 8. Mai 1826 in Lissabon, Portugal; †  26. Februar 1883 ebendort) war ein portugiesischer Maler.

## Leben und Wirken
Miguel Ângelo Lupi war der Sohn eines Italieners und einer Portugiesin. 1841 schrieb er sich an der Kunsthochschule in Lissabon ein und machte seinen Abschluss 1848. Danach war er lange in diversen Staatsangestellten-Tätigkeiten beschäftigt, so lebte er für zwei Jahre (1849 bis 1851) in Luanda in Angola und arbeitete dort an der Nationaldruckerei. Insgesamt war er bis 1860 in diversen Ämtern tätig.
Von 1860 bis 1863 lebte er mit einem Stipendium des portugiesischen Staates in Rom, wo er weiter Kunst studierte. Dann erfolgte nach seiner Rückkehr nach Portugal ein Zwischenstopp für ein Jahr (1867) in Paris.
1864 wurde er Lehrer für Kunstmalerei an der Kunsthochschule in Lissabon, 1867 erfolgte seine Ernennung zum Professor für Historienmalerei an dieser Einrichtung.
In Lissabon ist eine Straße nach ihm benannt.

## Malerei
Lupi gilt als Vertreter der Romantischen Malerei in Portugal sowie als ein wichtiger Vertreter der Historienmalerei in seinem Land.
Seine erste Ausstellung hatte er im Zuge seines Studiums 1843 an seiner Kunsthochschule, es folgten weitere Ausstellungen, so in Paris (1866, 1867, 1875), in London (1867), in Madrid (1871) und in Rio de Janeiro (1879).
Auch porträtierte er wichtige und prominente Gestalten Portugals: König Dom Pedro V., den Schauspieler Augusto Rosa und den Duque de Avila und Bolama und zeigte sich damit auch als ein wichtiger Vertreter der Porträtmalerei in Portugal.